# Andrij Bandera

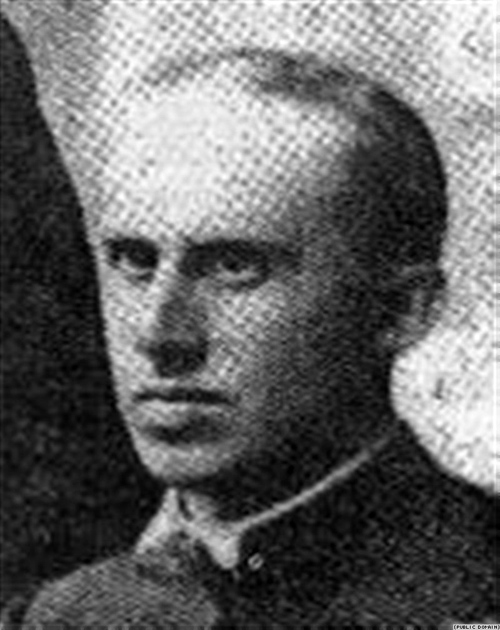
Andrij Bandera

Andrij Mychajlowytsch Bandera (ukrainisch Андрій Михайлович Бандера, * 11. Dezember 1882 in Stryj, Galizien, Österreich-Ungarn; † 10. Juli 1941 in Kiew, USSR) war ein ukrainischer Priester, Militärgeistlicher und Politiker.

## Biografie
Nach dem Gymnasium schloss er 1906 an der theologischen Fakultät der Universität Lemberg ein Studium ab und heiratete Myroslawa Glodsinska, die aus einer alten galizischen Priesterfamilie stammte. Im selben Jahr wurde Bandera vom Metropoliten der Ukrainischen griechisch-katholischen Kirche (UGKK), Andrej Scheptyzkyj, zum Priester geweiht. Er wirkte in mehreren Dörfern als Gemeindepriester und eröffnete dort Lesesäle der Proswita. Zudem verfügte er über eine große Bibliothek, deren Bücher unter den Menschen verteilt wurden. Er war Mitglied der Ukrainischen Nationaldemokratischen Partei und leitete für sie Wahlkampfkampagnen im Bezirk Kałusz. 1910 wurde er Mitglied der Wissenschaftlichen Gesellschaft Schewtschenko.
Im November 1918 organisierte Bandera bewaffnete Bauernaufstände, um die Herrschaft der Westukrainischen Volksrepublik im Bezirk Kałusz zu etablieren. Er wurde 1919 zum Delegierten des westukrainischen Nationalrats in Stanyslawiw ernannt. Im Juni 1919 trat er dem westukrainischen Militär bei. Er war Militärgeistlicher des 3. Korps der westukrainischen Armee und nahm an Schlachten gegen die Bolschewisten und Denikins Truppen teil.
Nach dem polnisch-ukrainischen Krieg sammelte er Spenden für den Wiederaufbau zerstörter Bauernhäuser. Die polnische Polizei nahm Bandera zweimal fest. Am 4. November 1928 wurde er inhaftiert, weil er einen Gedenkgottesdienst an den Gräbern der Sitscher Schützen abgehalten haben sollte, doch das Verfahren wurde mangels Beweisen im Juli 1929 eingestellt. 1930 wurde er verhaftet, weil er in Kalusch ein Treffen von Gemeindemitgliedern mit Scheptyzkyj vorbereitet hatte. Die Ermittlung in diesem Fall wurde im November 1933 abgebrochen.
Die Sowjetunion besetzte Galizien im September 1939. In Schulen wurde es verboten zu beten und Religion zu lehren. Priester wurden überwacht und gezwungen, zur russischen Orthodoxie zu konvertieren. Andrij stand als Vater des Leiters der Organisation Ukrainischer Nationalisten (OUN), Stepan Bandera, unter der Überwachung bolschewistischer Agenten. Mehrmals organisierte der ukrainische Untergrund für den Priester und seine Kinder einen illegalen Umzug ins Ausland. Bandera stimmte einem Umzug jedoch nie zu, da er seine Gemeindemitglieder nicht zurücklassen wollte. Er kümmerte sich weiterhin um die Feier ukrainischer Gottesdienste.

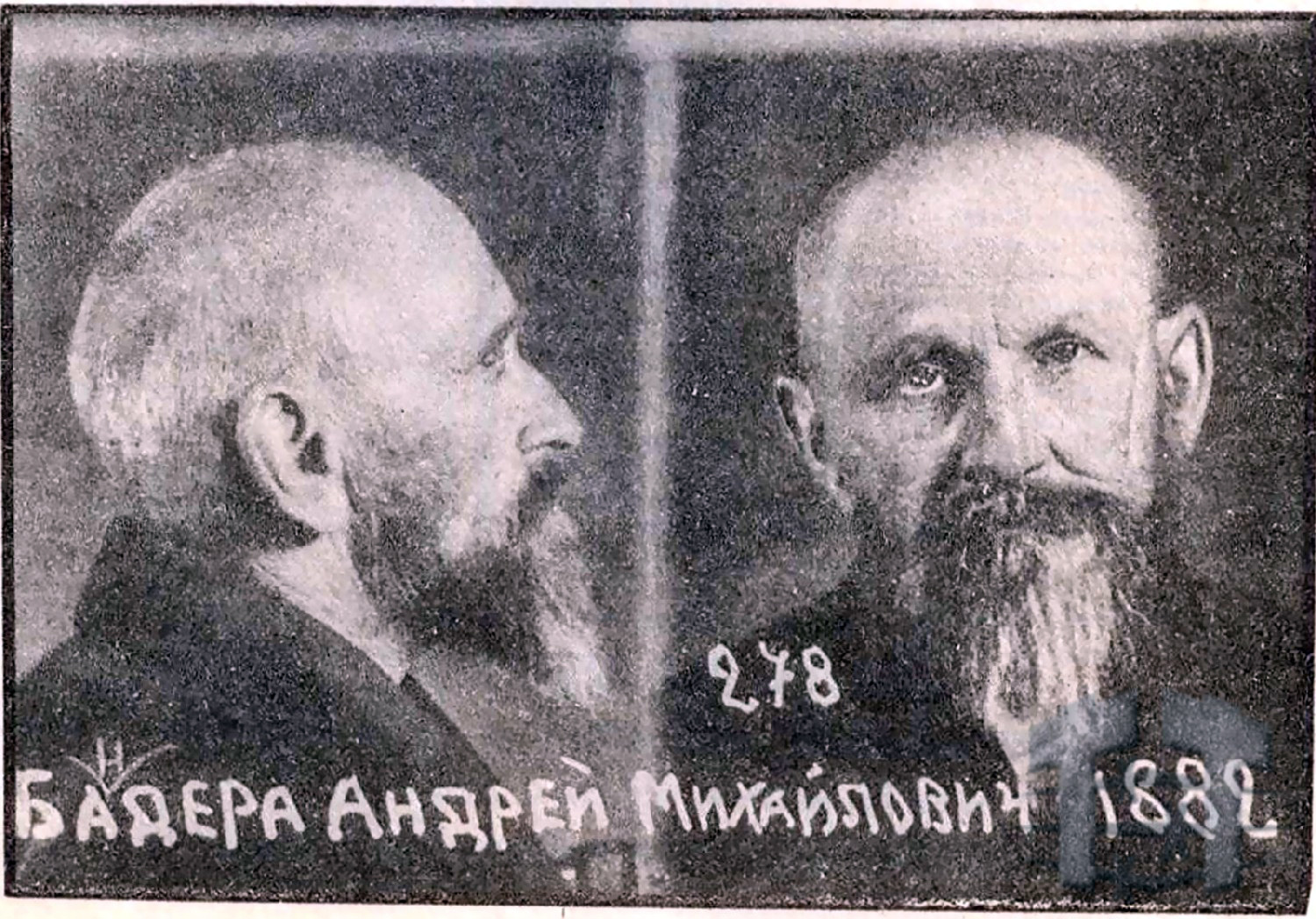
Bandera nach seiner Verhaftung durch das NKWD (1941)

Am 22. Mai 1941 begannen die sowjetischen Behörden, die Angehörigen der Mitglieder des ukrainischen Untergrunds zu deportieren. Bandera wurde in Trostjanez (Rajon Snjatyn) verhaftet, weil in seinem Haus ein Mitglied der OUN wohnte, und fünf Tage später zur dritten Abteilung des NKWD in Kiew versetzt. Er wurde mit gewalttätigen Methoden verhört. Laut den Verhörprotokollen gab Bandera an, aus religiösen Gründen kein offizielles Mitglied der OUN, jedoch ein Sympathisant der ukrainischen Nationalisten gewesen zu sein und über die praktischen Aktivitäten der OUN in der Westukraine und im Ausland Bescheid gewusst zu haben. Am 29. Juni verbrannte das NKWD von ihm als „nationalistisch“ eingestufte Bücher, die es von Bandera konfisziert hatte, darunter Istorija Ukraïny-Rusy von Mychajlo Hruschewskyj, die Nestorchronik und ein Buch mit Predigten von Scheptyzkyj.
Am 2. Juli 1941 wurden die Ermittlungen in diesem Fall abgeschlossen. Die von den Ermittlern erstellte Anklageschrift bezog sich auf das Verstecken eines illegalen Einwanderers, das Vorhandensein nationalistischer Literatur und die nationalistischen Überzeugungen des Verdächtigen. Der erste und damit wichtigste Vorwurf gegen den Priester lautete jedoch, dass er als Vater des Leiters der Auslandsabteilung der antisowjetischen OUN Stepan Bandera bis vor kurzem systematisch mit ihm kommuniziert habe. Laut Andrij fand der letzte Kontakt mit seinem Sohn im August 1940 statt. In weniger als einer Woche fand ein Prozess statt, der weniger als zwei Stunden dauerte. Auf die Fragen der Schöffen zu seinen Kindern antwortete Bandera:

„Ich habe meinen Kindern eine angemessene Erziehung ermöglicht und ihnen die Liebe zur Ukraine vermittelt. Die Ansichten meiner Söhne und Töchter sind die gleichen.“

Am 8. Juli um 18:40 Uhr wurde er zum Tode verurteilt. Das Gericht gab dem Angeklagten fünf Tage Zeit, um gegen das Urteil Berufung einzulegen. Da die Deutschen bereits auf dem Weg nach Kiew waren, gab es keinen Grund mehr zu warten. Am 10. Juli 1941 wurde Bandera erschossen.

## Nachwirkung
Im Jahr 1992 erfuhr Andrij Banderas Familie von seinem Schicksal. Im selben Jahr wurde er von der Staatsanwaltschaft der Verbrechen, die ihm von den Bolschewisten vorgeworfen wurden, für unschuldig befunden. Sein Beisetzungsort ist nicht bekannt.
2009 bereitete das Postulationszentrum der UGKK Materialien über das Leben und Wirken Banderas zur Prüfung durch die Kongregation für die Seligsprechungsprozesse im Vatikan vor.